# Runayoc
Runayoc (possivelmente do quíchua runa, -yuq um sufixo) é um sítio arqueológico no Peru em uma montanha com esse nome. Está situado na região de Huancavelica, província de Huaytará, distrito de Huaytará. As ruínas de Runayuq estão situadas a uma altura de cerca de 3400 meros.